# Martinja vas pri Mokronogu
Martinja vas pri Mokronogu je naselje v Občini Mokronog - Trebelno.